# Samovodene, Veliko Tărnovo
Samovodene (în bulgară Самоводене) este un sat în comuna Veliko Tărnovo, regiunea Veliko Tărnovo,  Bulgaria. 

## Demografie
Componența etnică a satului Samovodene
     Turci (1,29%)
     Bulgari (94,31%)
     Romi (1,52%)
     Nicio identificare (2,69%)
     Altele (0,17%)
La recensământul din 2011, populația satului Samovodene era de 1.705 locuitori. Din punct de vedere etnic, majoritatea locuitorilor (94,31%) erau bulgari, existând și minorități de romi (1,52%) și turci (1,29%). Pentru 2,69% din locuitori nu este cunoscută apartenența etnică.